# Exorcismo

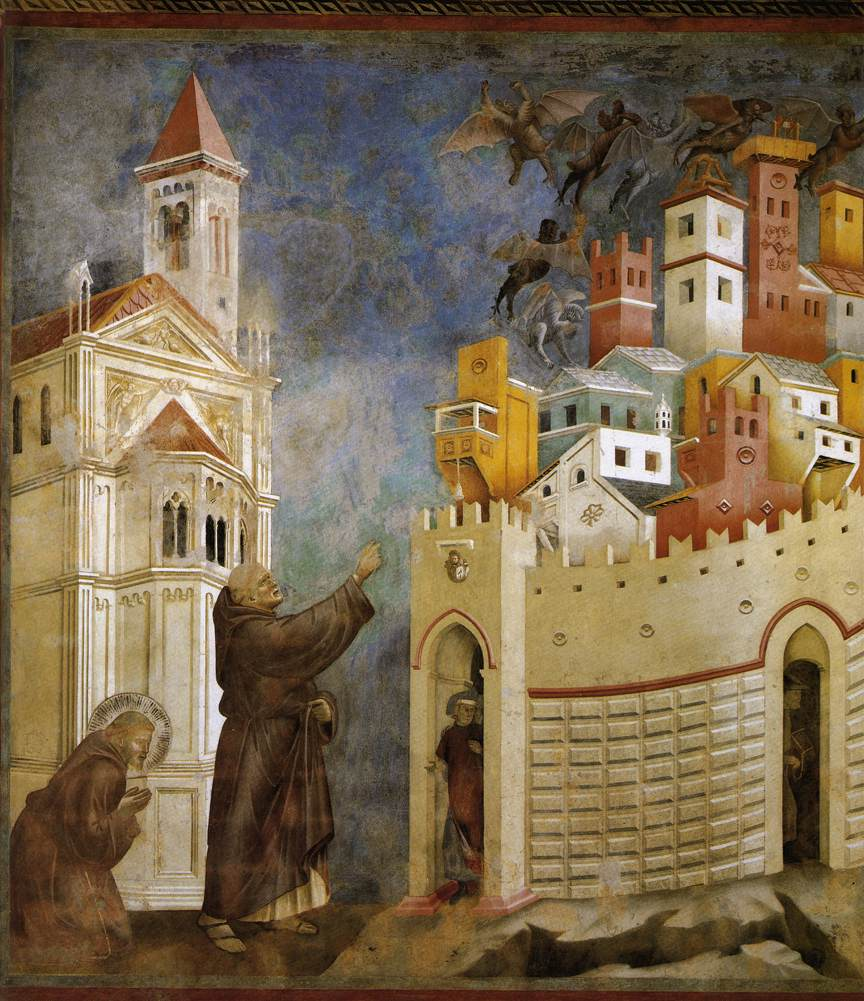
San Francisco de Asís practica un exorcismo contra los diablos de Arezzo; fresco de Giotto.

El exorcismo es una práctica religiosa para expulsar a un demonio. Se ha hecho desde la Antigüedad en lugares como Mesopotamia y Egipto. Ha sido practicado desde creencias tribales por el chamanismo y hasta por religiones como el cristianismo o el islam.
En el  catolicismo, se considera una acción extraordinaria del demonio el estar en una persona (posesión) o en un lugar (infestación) y el exorcismo solo puede llevarse a cabo por un sacerdote.

## Etimología
Procede de la palabra en griego antiguo, ἐξορκισμός; romanización, exorkismos; literalmente ‘obligar mediante juramento, conjurar’.

## En la Antigüedad
Hay evidencia de exorcismos en Mesopotamia, donde los sacerdotes mašmāšu o ašīpu, que eran especialmente cultos, se presentaban como comisionados de los dioses y usaban con el poseso diálogos prefijados, palabras, gestos, amuletos y consejos protectores, todo ello en lugares al aire libre, ya que los templos eran reservados para el culto divino. Los exorcistas también podían ser utilizados en procesos judiciales si los testigos se sentían amenazados por «hechizos». La Casa del Exorcista (713-612 a. C.) de Aššur contenía más de 800 tablillas cuneiformes, entre las que se encontraban numerosos textos utilizados con este fin, por ejemplo la serie «Cuando el exorcista va a la casa de un enfermo» y la profecía de Uruk. La biblioteca de Asurbanipal en Nínive también contenía numerosos textos exorcistas. De Assur se conocen los sacerdotes mašmāšu Anu-ikṣur, hijo de Šamaš-iddin, e Iqiša, hijo de Ištar-šum-ereš. El dios sumerio Anu era patrón de los exorcistas, siendo uno de sus epítetos mupaššir nambûrbe idāti itāti limnēti šunāte pardāte la ṭādâte, «Aquel que da poder a los exorcistas para prevenir con el pašāru los acontecimientos de mal agüero y los efectos de los sueños confusos e impíos» (King BMS 62 + 1. 12). En Babilonia se invocaba al dios Asalluhi para los exorcismos.
En el Imperio sasánida los zoroastristas consideraban que las enfermedades podían ser originadas por Arimán y los espíritus malignos que le servían, por lo que los sanadores realizaban también conjuros.
En el Antiguo Egipto se creía que determinadas enfermedades podían ser causadas porque un espíritu maligno se metiese dentro de una persona y la vejase. El ritual de exorcismo era llevado a cabo por un sacerdote especialmente erudito que, a veces, invocaba a un dios superior al cual el espíritu maligno debía obedecer. En la estela Bentresch se describe el exorcismo de la hermana pequeña de la esposa del rey, Ra-neferu, realizado por el sacerdote Tehuti-em-heb con la intercesión del dios Jonsu.
En la Antigua Grecia también había exorcistas, siendo el más famoso Apolonio de Tiana. También hay evidencias de exorcismo en los papiros mágicos griegos.
Los sacerdotes mandeos también realizaban exorcismos y los laicos de esta religión realizaban ritos y conjuros para protegerse de seres sobrenaturales malignos.

## En el budismo
La práctica de recitar o escuchar la Paritta («protección» o «salvaguarda») comenzó muy temprano en la historia del budismo. Es una práctica budista que consiste en recitar ciertos versos y escrituras del Canon Pali para alejar la desgracia o el peligro. La creencia en el poder espiritual efectivo de la Sacca-kiriyā (la aseveración de algo bastante verdadero) para curar o proteger es un aspecto de la obra atribuido a la paritta. Varias escrituras de la Paritta como el Metta Sutta, el Dhajagga Sutta o el Ratana Sutta pueden ser recitadas con fines de exorcismo, y se cree que el Āṭānāṭiya Sutta es particularmente eficaz para propósitos de exorcismo.

### Budismo cingalés
En Sri Lanka, los budistas cingaleses invocan la protección de Buda y de la deidad Suniyam para controlar y dispersar fuerzas sobrenaturales peligrosas en un ritual conocido como yaktovil.

### Budismo tibetano
El rey Gesar de Ling es la figura central de un ciclo de relatos orales de Asia, que se presenta en varias versiones en tibetano, en mongol y en chino. Estos están ambientados en el este o noreste del Tíbet. Según este relato, los dioses, preocupados porque en la tierra prevalecían los demonios, mandaron a Gesar para que terminase con ese poderío. Se cree que el trasfondo histórico está en la llegada del budismo al Tíbet entre los siglos VII y VIII y su enfrentamiento con las creencias que había en el entorno.
La ceremonia religiosa tibetana 'Gutor' ༼དགུ་གཏོར་༽, literalmente ofrenda del 29, se celebra el día 29 del 12º mes tibetano, con el objetivo de expulsar toda la negatividad, incluyendo los malos espíritus y las desgracias del año previo, y comenzar el nuevo año de forma pacífica y auspiciosa. Los templos y monasterios de todo el Tíbet celebran grandes ceremonias de danza religiosa, la mayor de ellas en el Palacio de Potala, en Lhasa. Las familias limpian sus casas en este día, decoran las habitaciones y comen una sopa de fideos especial llamada «Guthuk» (༼དགུ་ཐུག་༽). Por la noche, la gente lleva antorchas, pronunciando las palabras del exorcismo.

## En el judaísmo
Según el Libro de los Jubileos, Dios ordenó que una décima parte de los demonios estuviera en la tierra subordinados a Mastema y el resto descendiesen al "lugar de suplicio". Los ángeles habrían enseñado a Noé las herramientas necesarias para luchar contra los demonios de la tierra.
En el Génesis apócrifo se habla de que Abraham impuso las manos en una persona e imploró para expulsar a un demonio.
En el primer libro de Samuel se habla de que David tocaba la cítara para que un espíritu maligno se apartase del rey Saúl y no lo atormentase. En el Libro de las antigüedades bíblicas de Pseudo-Filón se dice que una vez la música no fue suficiente y David improvisó un salmo contra este demonio, logrando que abandonase el cuerpo de Saúl.
El Testamento de Salomón es un manual de demonología y exorcismos. En el Talmud de Babilonia se habla de que Salomón sometió a Asmodeo con el uso de un anillo mágico. Se sabe, por un amuleto galileo del siglo III y por algunos papiros mágicos griegos, que el sello de Salomón era usado contra los demonios.
Flavio Josefo habla en su obra Antigüedades judías de que el judío Eleazar expulsó a un demonio de un hombre, en presencia de Vespasiano, acercando a su nariz un anillo con el sello de Salomón y una raíz que había sido mencionada por este rey de Israel.
En un fragmento de Qumrán se habla de un "gazer" de la tribu de Judá que curó de una úlcera maligna al rey babilónico Nabonido. Hay autores que han considerado que el sanador era el Daniel bíblico y que "gazer" significa exorcista.
En el Libro de Tobit se habla de que el demonio Asmodeo se dedicaba a matar a las parejas de Sara. El arcángel Rafael indica a Tobías que con el humo de la quema del corazón y el hígado de un pez puede apartar al demonio Asmodeo de esta mujer. Tras el ritual, el demonio escapa a Egipto, donde es atado por Rafael de pies y manos.
También aparecen exorcismos en pasajes del primer libro de Enoc.
El rabino Hanina ben Dosa, que vivió en la ciudad galilea de Arab en el siglo I, habría tenido una especial protección divina por la cual los demonios no podían hacerle nada y habría sido capaz de detener un ataque de la reina de los demonios, Azrath, por mediación de Dios.
El rabino Simon bar Yochai vivió en Galilea entre finales del siglo I y el siglo II. Según el Talmud, fue a Roma hacia el año 138 a hablar con el emperador Antonino Pío sobre ciertos decretos que iban contra el culto judío. Dirigiéndose a Roma un espíritu que había encima de un mástil le propuso ayudarle entrando en el cuerpo de la hija del emperador para que esta gritase "¡Traedme al rabino Simón!" y que cuando el rabino susurrase en los oídos de la mujer saldría del cuerpo, aportando como señal la rotura de todos los recipientes de cristal del palacio. Esto habría ocurrido así y, en agradecimiento por expulsar al espíritu, el emperador habría derogado los decretos.
En una crónica familiar escrita por Ahimaaz ben Paltiel se cuenta que el rabino Shephatiah exorcizó a la hija del emperador bizantino Basilio I, logrando con ese prodigio que el emperador dejase sin validez un decreto para la conversión de los judíos al cristianismo en Oria, que era la ciudad del rabino.
Orígenes, Justino Mártir y Luciano de Samosata también hablaron de que había judíos exorcistas.

## En el cristianismo
Del total de veinticuatro milagros obrados por Jesucristo en los cuatro evangelios canónicos siete casos son exorcismos:
- Exorcismo del demonio de Gerasa (Marcos 5:1-20, Mateo 8:28-34 y Lucas 8:26-39)
- Curación de un endemoniado mudo (Mateo 9:32-34)
- Curación del poseído ciego y mudo (Mateo 12:22-32 y Lucas 11:14-23)
- Curación de la hija de la mujer sirofenicia (Mateo 15:21-28 y Marcos 7:24-30)
- Curación de un niño poseído por un demonio (Mateo 17:14-21, Marcos 9:14-29 y Lucas 9:37-43)
- Curación del paralítico en Cafarnaún (Marcos 1:21-28 y Lucas 4:31-37)
- Curación de María Magdalena y otras mujeres (Lucas 8:1-3 y Marcos 16:9)

En Mateo 12:22-36, Marcos 3:20-27 y en Lucas 11:14-26 Jesús es acusado de expulsar a los demonios con el poder de Belcebú pero él lo desmintió diciendo que si el demonio estaba expulsando a otros demonios su reino se encontraría dividido y no podría subsistir. Los académicos coinciden en que este dicho de Jesús estaba en la fuente Q.
En Mateo 17:21 Jesús habla de un tipo de demonios que solo pueden salir del poseído con ayuno y oración.
En el apócrifo Evangelio árabe de la infancia Jesús de niño curó a una mujer que estaba muda y sorda por obra de Satanás y de hechicerías. También se habla de una mujer que fue a lavarse en un río y fue poseída sexualmente por Satanás en forma de serpiente, tras lo cual la serpiente le hacía lo mismo todas las noches. Tras encontrarse esta mujer con el niño Jesús, la serpiente la abandonó definitivamente.
En el apócrifo Evangelio de Nicodemo se detalla el descenso de Cristo a los infiernos para liberar a todas las almas. En cierta forma, aquí se equipara la liberación de las almas del poder de Satanás con la resurrección.
El poder de expulsar demonios es el primero que Jesús concedió a los apóstoles. En Marcos 3:13-19 y Mateo 10:8 Jesús manda a los apóstoles a expulsar demonios. En Marcos 6:7 se dice que Jesús mandó a los doce apóstoles de dos en dos y les dio autoridad sobre los demonios. En Lucas 10:17-20 los apóstoles se acercan a Jesús para decirle que sujetaban a los demonios en su nombre.
Entre los siglos II y III Tertuliano, Cipriano de Cartago, Ireneo de Lyon y Cornelio informaron de la existencia de exorcistas en sus diócesis. Atanasio de Alejandría cuenta que el eremita Antonio Abad, de entre los siglos III y IV, se enfrentó a demonios y realizó numerosos exorcismos.
En los primeros siglos no existían fórmulas precisas para exorcizar, aunque sí el carisma de expulsar demonios, el cual era usado por los apologistas cristianos para mostrar la divinidad del cristianismo, por ejemplo según Tertuliano (Apología, 23), Minucio Félix (Octavio, 27) o Justino Mártir (Apología, II, 5-6).
En los Statuta Ecclesiae Antiqua, escritos en el sur de la Galia en el siglo V, ya hay constancia de exorcistas ordenados por obispos que recibían reglas escritas para realizarlos.
En general, las personas consideradas como poseídas no son consideradas como malas en sí mismas, ni totalmente responsables de sus acciones, porque la posesión se considera una manipulación involuntaria por parte de un demonio que resulta en un daño a uno mismo o a otros. Por lo tanto, los practicantes consideran el exorcismo más como una cura que como un castigo. Los rituales dominantes suelen tener esto en cuenta, asegurándose de que no haya violencia hacia el poseído o poseída, solo que se les ate si hay potencial de violencia.
Las solicitudes y los rituales de exorcismos empezaron a decaer en los Estados Unidos en el siglo XVIII y ocurrieron raramente hasta la segunda mitad del siglo XX, cuando el público vio un fuerte aumento debido a la atención que estaban recibiendo los exorcismos en los medios de comunicación. Hubo «un aumento del 50% en el número de exorcismos realizados entre principios de los años 60 y mediados de los 70».
En un estudio de 2012 con 170 exorcistas de Estados Unidos de América y Canadá, con protestantes de diversas denominaciones y solo 4 católicos, la respuesta más frecuente fue que la Trinidad (Dios Padre, el Hijo y el Espíritu Santo) era la fuerza que había que usar para sacar demonios. La siguiente respuesta más común fue la de que antes de practicar un exorcismo había que buscar la razón por la cual un demonio había llegado ahí y buscar la renuncia a esta o la confesión de los pecados. La tercera respuesta más frecuente fue que cualquier cristiano maduro podía expulsar demonios en el nombre de Jesús. La respuesta menos frecuente fue la que ponía énfasis en el bautismo, la comunión y la liturgia para expulsar demonios frente a la Biblia o al Espíritu Santo.

### Catolicismo

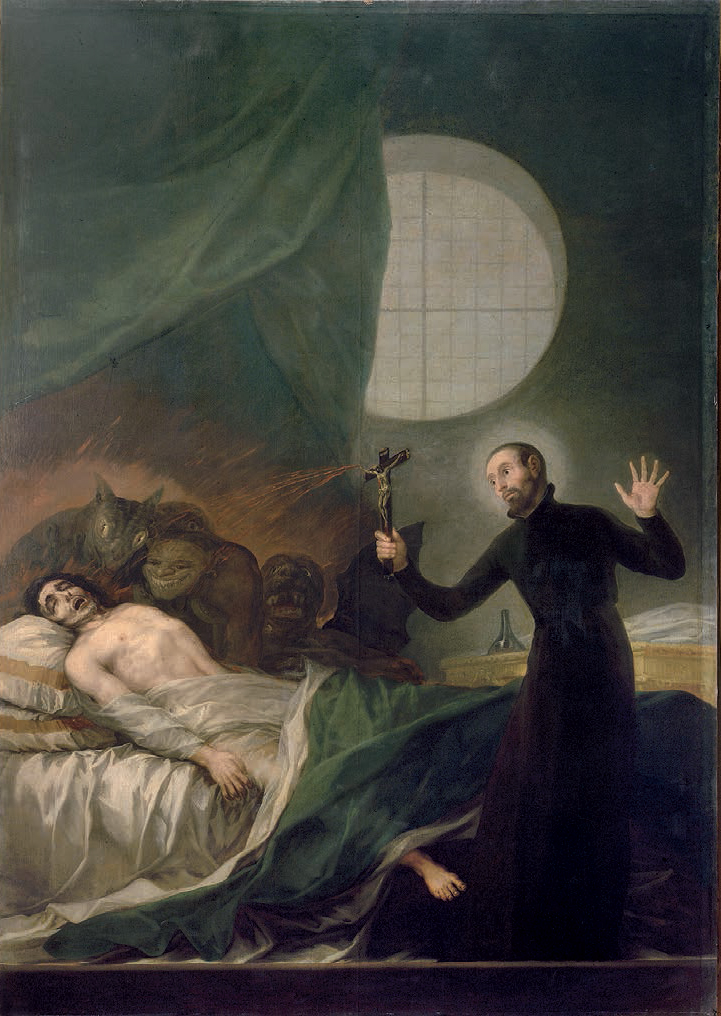
San Francisco de Borja realizando un exorcismo con un crucifijo.

Un argumento católico, esgrimido ya en el siglo XVII por Cristóbal Suárez de Figueroa, contra el hecho de que los exorcistas fuesen "seglares temerarios" está en Hechos 19:11-18. En estos versículos de la Biblia se dice que los primeros cristianos usaban telas y ceñidores que habían estado en contacto con Pablo de Tarso para curar enfermedades y sacar demonios y también se habla de los siete hijos del judío Esceva de Éfeso que querían sacar un demonio de una persona en el nombre de Jesús, de quien predicaba Pablo, y el demonio les dijo que conocía a Pablo y a Jesús pero a ellos no y el poseso se lanzó sobre ellos para atacarlos.
Un manual de exorcistas del siglo XVII escrito por un sacerdote católico dice lo siguiente:

Muchas señales de los energúmenos, y hechizados, simbolizan con las enfermedades naturales; y así el demonio muchas veces se aprovecha de ellas, para mejor encubrir su maldad, y para que las criaturas, por el grande trabajo, y dolor, caigan en algún despecho, y aborrecimiento de Dios: y así el exorcista, no debe dar luego crédito, a lo que le dicta su juicio; ni tampoco a lo que dice el enfermo: sino que debe tantear bien este negocio, y consultarle con los sabios, así médicos como teólogos: y si hallare, que la enfermedad se origina de humores pecantes, y que solamente procede de causa natural, le remita a las reglas de la medicina.
Benito Remigio Noydens

Existe una literatura exorcista con libros como el Malleus Maleficarum (J. Sprengurus) de 1494  el Flagellum Dæmonum de 1606 (V. Polidorus) o el Manuale Exorcistarum (C. Brognolus) de 1720.
Tradicionalmente, la Iglesia católica había considerado el Ostiariado, Lectorado, Exorcistado y Acolitado como las órdenes menores frente al Subdiaconado, Diaconado y Presbiterado que se consideraban órdenes mayores. En 1972 el papa Pablo VI eliminó las órdenes menores más la orden mayor del Subdiaconado y retuvo el papel del lector y acólito, pasando a ser estos ministerios que podían ser realizados por laicos. El exorcista dejó de ser entonces de una de las órdenes menores.
El canon 1172 del Código de Derecho Canónico de 1983, en su primer párrafo, dice que es necesaria licencia del ordinario del lugar (es decir, el gobernante de Iglesia en un territorio, como es el caso del obispo en una diócesis) para realizar un exorcismo. En su segundo párrafo, este canon dice que el ordinario del lugar solamente puede nombrar exorcistas a un "presbítero piadoso, docto, prudente y con integridad de vida".
La Congregación para la Doctrina de la Fe emitió una carta a los obispos el 29 de septiembre de 1985 en la que se especificaba que los exorcismos solo podían pronunciarlos los que tuvieran licencia del obispo. También se dice que no es lícito que los fieles usen para el exorcismo la oración a san Miguel arcángel contra Satanás y los ángeles rebeldes compuesta por el papa León XIII y que era usada desde finales del siglo XIX para exorcismos. Finalmente, se dice que los que no tengan licencia no guíen las reuniones en las que se reza para obtener la liberación del poseído o en las que se interpela directamente a los demonios.
En los Praenotanda del Ritual de Exorcismos de 1998 hay varios puntos con otras normas. El punto 19 prohíbe que se hable del exorcismo en los medios de comunicación y que los que han estado presentes divulguen lo que ha pasado. En el número 37 se permite que las conferencias episcopales adapten los signos y gestos del ritual a las costumbres de cada lugar. En el punto 38 se dice que las conferencias episcopales pueden añadir al ritual un directorio pastoral para el uso del exorcismo mayor. En el punto 17 se dice que, en la medida en que sea necesario, se debe consultar a médicos y psiquiatras que tengan "sentido de las cosas espirituales".
El canon 1673 del Catecismo de la Iglesia Católica de 1997 habla del exorcismo y de la importancia de diferenciarlo de una enfermedad, lo que correspondería tratar a la medicina:

Cuando la Iglesia pide públicamente y con autoridad, en nombre de Jesucristo, que una persona o un objeto sea protegido contra las acechanzas del maligno y sustraída a su dominio, se habla de exorcismo. Jesús lo practicó (cf. Mc 1:25s), de Él tiene la Iglesia el poder y el oficio de exorcizar. (cf. Mc 3:15; 6:7,13; 16:17). En forma simple, el exorcismo tiene lugar en la celebración del Bautismo. El exorcismo solemne sólo puede ser practicado por un obispo o un sacerdote con el permiso del obispo. En estos casos es preciso proceder con prudencia, observando estrictamente las reglas establecidas por la Iglesia. El exorcismo intenta expulsar a los demonios o liberar del dominio demoníaco gracias a la autoridad espiritual que Jesús ha confiado a su Iglesia. (...) Muy distinto es el caso de las enfermedades, sobre todo psíquicas, cuyo cuidado pertenece a la ciencia médica. Por tanto, es importante asegurarse, antes de celebrar el exorcismo, de que se trata de una presencia del Maligno y no de una enfermedad. (cf. CIC can. 1172).

El exorcismo Iglesia católica puede ser menor, como cuando se dicen fórmulas contra Satanás en el bautismo, o mayor, como cuando se quiere sacar al demonio de un cuerpo.
El rito católico para un "exorcismo mayor" se encuentra en la Sección 11 del Ritual Romano, en el documento De Exorcismis et supplicationibus quibusdam (De exorcismos y algunas súplicas). El Ritual enumera las directrices para llevar a cabo un exorcismo, y para determinar cuándo se requiere un exorcismo formal.
En el exorcismo mayor se puede llevar a cabo la señal de la cruz, la imposición de las manos, el soplo, la aspersión con agua bendita, el rezo (de letanías, salmos o el Padre Nuestro), la recitación del credo o la proclamación del Evangelio. Se puede hacer aspersión de agua bendita y mostrar un crucifijo. Se recomienda que sea en un oratorio u otro lugar oportuno, lejos de multitudes y con una imagen de la Virgen María.
También se pueden usar oraciones propias deprecativas (rogando a Dios) o imperativas (dirigiéndose al diablo, en nombre de Dios, para que se marche). La oración deprecativa recogida en el ritual de exorcismos tiene tres párrafos: se pide a Dios que mire al atormentado, en el segundo se suplica evocando a Israel y a Jesús y pidiendo la intercesión de la Virgen María, en el tercero se pide la intercesión de san Miguel arcángel, san Pedro y san Pablo y "todos los santos" que "derrotaron al Maligno" para que se restituya la serenidad espiritual de la persona.

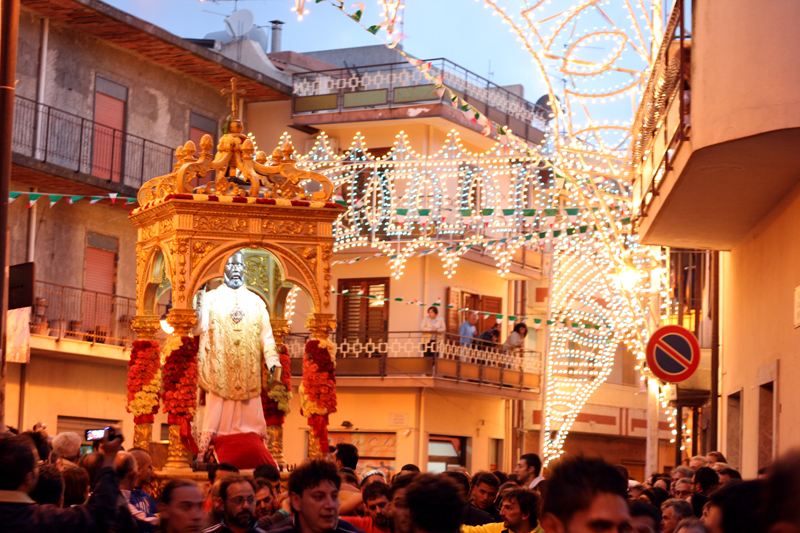
La estatua de San Felipe de Agira con el Evangelio en la mano izquierda, un símbolo de los exorcistas, en las celebraciones en mayo en Limina, Sicilia.

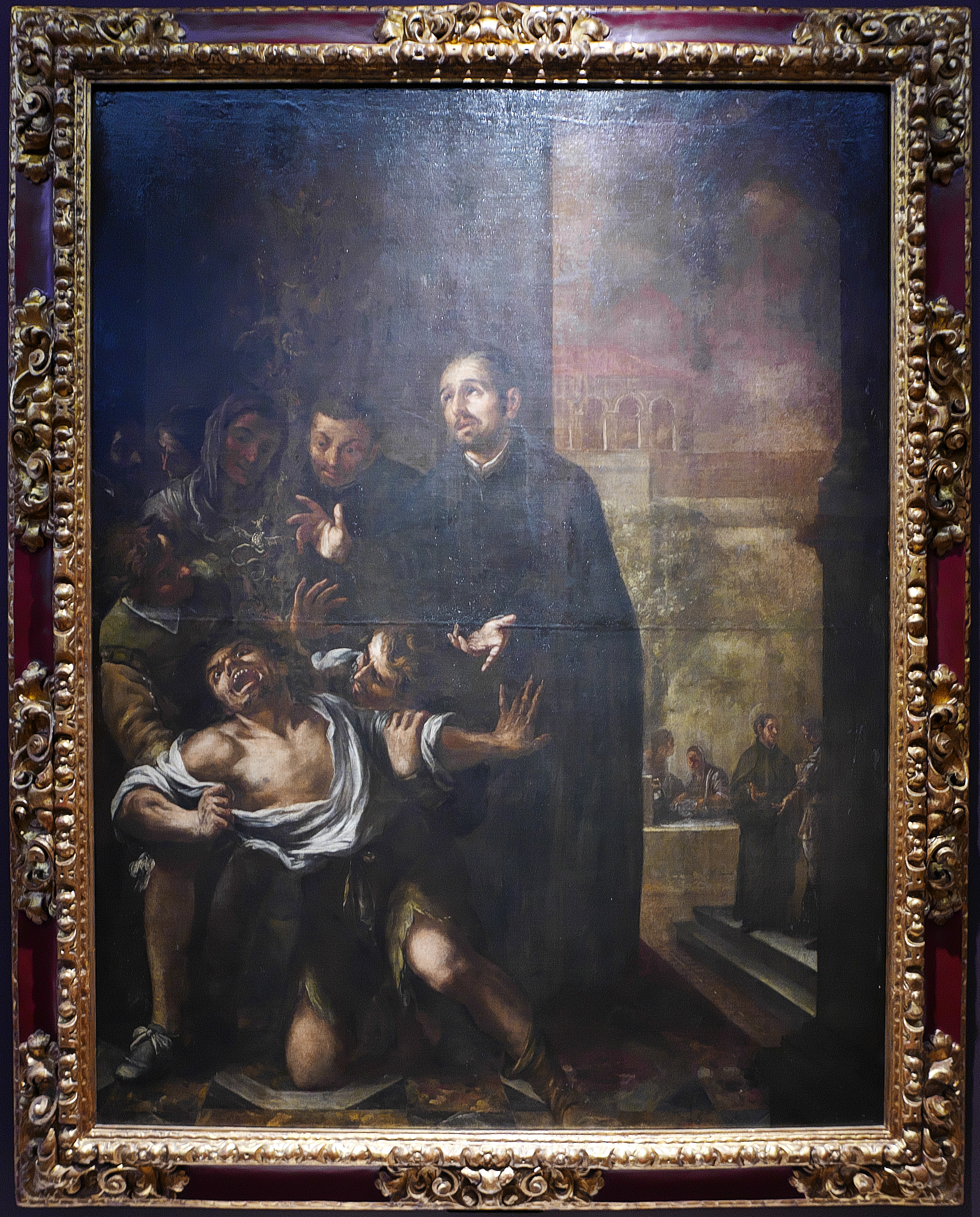
San Ignacio exorcizando a un endemoniado, Juan de Valdés Leal

Según el exorcista Gabriele Amorth el demonio tiene dos formas de actuar: la ordinaria y la extraordinaria. La ordinaria se basaría en tentaciones, habitualmente monótonas, en las que en ser humano suele caer. Dentro de las acciones extraordinarias del demonio, que son menos habituales, Amorth enumeró seis tipos y tres causas. Los tipos serían los siguientes:
- Posesión: el demonio está dentro de la persona. Un ejemplo es Lucas 8:26-29[6]
- Vejación: el demonio ataca a la persona provocándole perturbaciones graves, como ataques en los afectos, los bienes y la salud. Un ejemplo está en Job 1:13-18 y Job 2:7[59]
- Obsesión: el demonio provoca en la persona pensamientos de los que no se puede liberar y la desesperan.[60]
- Infestación: el demonio actúa en los lugares, los objetos y los animales. Orígenes ya habló de la liberación de la influencia del demonio en estos campos. Un ejemplo bíblico es la entrada de demonios en cerdos en Lucas 8:30-33.[7]
- Perturbaciones físicas: son dolores que no tienen nada que ver con la salud y que el demonio causa en el cuerpo de la persona, permitidos a veces por Dios para su santificación. Un ejemplo es el de Pablo de Tarso en 2 Corintios 12:7-9.[61]
- Dependencia demoníaca: la persona se somete al demonio porque ha hecho un pacto con él previamente para obtener algún favor o un éxito humano.[62]

Las tres causas, según Amorth, son:
- El pacto con el demonio, lo que está relacionado con la dependencia demoníaca.[63] El exorcista José Antonio Fortea señala que el demonio no es Dios y, por consiguiente, no puede dar todo lo que se desea y que, por otro lado, basta un acto de voluntad y de arrepentimiento para que el pacto quede invalidado.[64]
- Permisión divina sin intervención humana, como por ejemplo Job, Pablo de Tarso o Mariam Baouardy.[65]
- El maleficio realizado contra alguien, del cual la víctima está protegida si vive en gracia de Dios.[66]

Los exorcistas católicos consideran algunas prácticas ocultistas, sobre todo la güija, algo que daría acceso a los demonios. El caso más famoso de una persona considerada endemoniada tras usar un tablero de güija es el del apodado "Roland Doe", un joven objeto de exorcismo católico en Estados Unidos en 1949.
Según el exorcista y fraile capuchino Cipriano de Meo, se habla de posesión cuando el demonio se instala en el cerebro, desde donde controla todo el cuerpo, y de posesión parcial si se instala en otro órgano del cuerpo.
Según la concepción católica, a veces son necesarios varios exorcismos semanales a lo largo de muchos años para expulsar a un demonio profundamente arraigado.
En 1994 los exorcistas Gabriele Amorth y René Chenesseau fundaron en Roma la Asociación Internacional de Exorcistas. Fue aprobada por la Santa Sede en 2014. En 2025 contaba con más de 900 exorcistas socios.
La distinción entre la pastoral de liberación y el exorcismo es que el exorcismo lo realizan sacerdotes con permiso especial de la Iglesia católica, mientras que la pastoral de la liberación consiste en rezar por las personas que están angustiadas y desean curar las heridas emocionales, incluidas las supuestamente causadas por espíritus malignos.

### Ortodoxa Oriental
La Iglesia Ortodoxa tiene una rica y compleja tradición de exorcismo, que se considera remonta a los tiempos de Jesús mismo.  La Iglesia considera que la posesión demoníaca es el principal medio del diablo para esclavizar a la humanidad y rebelarse contra Dios. Los cristianos ortodoxos creen que tanto los objetos como los individuos pueden ser poseídos.
Como en otras iglesias cristianas, los exorcistas ortodoxos expulsan a los demonios invocando a Dios a través del nombre de Jesucristo. A diferencia de la Iglesia católica, que cuenta con una unidad de exorcistas especialmente formada, todos los sacerdotes de la Iglesia ortodoxa están capacitados y equipados para realizar exorcismos, en particular para el sacramento del bautismo. Al igual que sus homólogos católicos, los sacerdotes ortodoxos aprenden a distinguir la posesión demoníaca de la enfermedad mental, concretamente observando si el sujeto reacciona negativamente ante reliquias o lugares sagrados. Todos los libros litúrgicos ortodoxos incluyen oraciones de exorcismo, concretamente las escritas por San Basilio y San Juan Crisóstomo.

La teología ortodoxa adopta una visión singularmente amplia del exorcismo, pues considera que todo cristiano realiza un exorcismo a través de su lucha contra el pecado y el mal:
[T]oda la Iglesia, pasada, presente y futura, tiene la tarea de un exorcista para desterrar el pecado, el mal, la injusticia, la muerte espiritual, el diablo de la vida de la humanidad ... Tanto la curación como el exorcismo se realizan a través de la oración, que surge de la fe en Dios y del amor al hombre ... Todas las oraciones de curación y exorcismo, compuestas por los Padres de la Iglesia y en uso desde el siglo III, comienzan con la declaración solemne En tu nombre, Señor.
Además, muchos cristianos ortodoxos creen en la superstición de la Vaskania, o el «mal de ojo», según la cual quienes albergan intensos celos y envidia hacia otros pueden causarles daño (algo parecido a una maldición) y están, en efecto, endemoniadamente poseídos por estas emociones negativas. Esta creencia tiene probablemente sus raíces en el paganismo precristiano y, aunque la Iglesia rechaza la idea de que el mal de ojo pueda tener tal poder, reconoce que el fenómeno es moral y espiritualmente indeseable y, por tanto, objeto de exorcismo.

### Iglesias luteranas
A partir del siglo XVI, los manuales pastorales luteranos describen que los principales síntomas de posesión demoníaca son el conocimiento de cosas secretas, el conocimiento de idiomas que nunca se han aprendido y la fuerza sobrenatural. Antes de realizar un exorcismo importante, los textos litúrgicos luteranos establecen que se consulte a un médico para descartar cualquier enfermedad médica o psiquiátrica. El rito del exorcismo se centra principalmente en expulsar a los demonios «con oraciones y desprecio» e incluye el Credo de los Apóstoles y el Padre Nuestro.
Las liturgias bautismales de las iglesias luteranas incluyen un exorcismo menor.

### La Iglesia de Jesucristo de los Santos de los Últimos Días
Aunque es una práctica muy poco común en la Iglesia de Jesucristo de los Santos de los Últimos Días, hay dos métodos para realizar un exorcismo. El primero es mediante la unción con aceite consagrado y la imposición de manos, seguido de una bendición sobre una persona específica y ordenando al espíritu que se vaya. El segundo y más común método se realiza «levantando la mano al cielo» y luego «ordenando al espíritu que se vaya en el nombre de Jesucristo y con el poder o autoridad del sacerdocio de Melquisedec». Los exorcismos solo pueden ser realizados por alguien que posea el sacerdocio de Melquisedec, el más alto de los dos sacerdocios de la Iglesia, y pueden ser realizados por cualquier persona que posea ese sacerdocio, sin embargo, generalmente son realizados por obispos, misioneros, presidentes de misión o presidentes de estaca. No se guarda registro de los exorcismos por la Iglesia y por lo tanto el número de exorcismos realizados en la religión es desconocido.

En la Iglesia rara vez se habla de la posesión demoníaca. La posesión demoníaca fue mencionada dos veces por Joseph Smith, el fundador de la confesión religiosa. La primera vez se refiere a su experiencia durante la Primera Visión y escribió lo siguiente en su «Relato de la Primera Visión de 1831»:
Me arrodillé y empecé a ofrecer los deseos de mi corazón a Dios, apenas lo había hecho, cuando inmediatamente se apoderó de mí un poder que me invadió por completo y tuvo una influencia tan asombrosa sobre mí que me ató la lengua para que no pudiera hablar. Una espesa oscuridad se cernió sobre mí y por un momento me pareció que estaba condenado a una repentina destrucción. Pero ejerciendo todas mis facultades para invocar a Dios para que me librara del poder de este enemigo que se había apoderado de mí, y en el preciso momento en que estaba dispuesto a hundirme en la desesperación y abandonarme a la destrucción, no a una ruina imaginaria, sino al poder de algún ser real del mundo invisible que tenía un poder tan maravilloso como nunca antes había sentido en ningún ser, justo en este momento de gran alarma vi una columna de luz exactamente sobre mi cabeza por encima del brillo del sol, que descendió gradualmente hasta caer sobre mí.
Su segunda experiencia proviene de una entrada del diario en la que habla de la vez que realizó un exorcismo a un amigo.

### Críticas
Cuando alguien se enferma, ocurre a veces que los pastores (practicantes de exorcismo) visitan la casa del enfermo, especialmente en las zonas y comunidades rurales. Luego, con la ayuda de otras personas que creen en la curación por la fe, se esfuerzan por curarles sin utilizar medicamentos ni ninguna otra cosa. A veces el grupo de exorcistas se interpone en el camino de las autoridades locales o de los funcionarios de salud pública que intentan curar a un enfermo. En ocasiones ni siquiera piden el consentimiento del enfermo -un niño o una persona que no puede responder conscientemente a ellos- y continúan el proceso. Esto no ha salido bien, y las críticas de científicos, funcionarios de la salud y el público en general han expresado sus temores y disgustos por los que esta práctica debería detenerse, ya que el individuo enfermo a menudo muere cuando podría haberse salvado si se le pusiera en el sistema de salud común.

## En el hinduismo

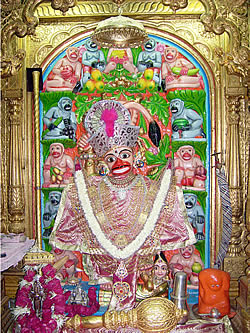
Se dice que la imagen de Hánuman en el templo de Sarangpur es tan poderosa que su mirada expulsa a los espíritus malignos de las víctimas.

En muchas tradiciones hindúes, las personas pueden ser poseídas por bhuts o prets, seres inquietos y a menudo malignos análogos a los fantasmas y, en menor medida, a los demonios.
De los cuatro Vedas, o libros sagrados, del hinduismo, el Atharva Veda es el más centrado en conocimientos como el exorcismo, la magia y la alquimia. Los medios básicos de exorcismo son el mantra (una pronunciación sagrada de ciertos fonemas o frases que suele estar relacionada con una deidad concreta) y el yajña (un sacrificio, ofrenda o ritual realizado ante un fuego sagrado). Se realizan de acuerdo con las tradiciones védicas así como el Tantra, las enseñanzas y prácticas esotéricas posteriores del hinduismo.
En la secta hindú dominante, la Vaishnava, que venera a Vishnu como ser supremo, los exorcismos se realizan recitando los nombres de Narasinja, un feroz avatar de Vishnu que busca destruir el mal y restaurar el Dharma, o leyendo el Bhagavata Purana, un texto muy venerado que cuenta la historia del bien que vence al mal. Otro recurso para los exorcismos es el Garuda Purana, un vasto corpus de literatura centrado principalmente en Vishnu, que trata en gran medida temas relacionados con la muerte, la enfermedad, el bien contra el mal y la salud espiritual.
El himno devocional conocido como Hanuman Chalisa aconseja realizar exorcismos rezando al Señor Hánuman, el más devoto seguidor de Rama, una de las principales deidades hindúes. Entre algunos devotos, el mero hecho de pronunciar el nombre de Hánuman aterroriza a los espíritus malignos para que abandonen al poseído. En algunos templos hindúes, sobre todo en el templo Mehandipur Balayi de Rayastán, se celebran rituales de exorcismo que invocan encarnaciones de Hánuman.

## Islam
Términos para referirse a las prácticas de exorcismo en el islam incluyen los de ṭard (o dafʿ) al-shayṭān/al-yinn (expulsión del demonio/espíritu), ʿilāch (tratamiento), e ibrāʾ al-maṣrūʿ (curar al poseído), pero también se utiliza ruḳya (encantamiento) para exorcizar diversos espíritus.
Se recitan versos específicos del Corán, que glorifican a Dios (por ejemplo, el verso del Trono (en árabe: آية الكرسي‎, romanizado: Ayatul Kursi), e invocan la ayuda de Dios. En algunos casos, también se lee el adhan (llamada a la oración diaria), ya que tiene el efecto de repeler a los seres invisibles no angélicos o a los jinn.
El profeta islámico Mahoma enseñó a sus seguidores a leer las tres últimas suras del Corán, Surat al-Ijlas (La fidelidad), Surat al-Falaq (El amanecer) y Surat an-Nas (La humanidad). Los hadices en los que se reporta que Mahoma, pero también Jesús, realizó ritos de exorcismo sirven de ejemplo y permisibilidad para los ritos de exorcismo.
Los exorcismos islámicos pueden consistir en que la persona tratada se tumbe, mientras un jeque coloca una mano sobre la cabeza del paciente y recita versos del Corán, pero esto no es obligatorio. También se puede beber o rociar agua bendita (agua del pozo de Zamzam) y aplicar perfumes limpios y sin alcohol, llamados ittar.
Según un estudio de Alean Al-Krenawi y John Graham, el proceso de curación coránica para exorcizar espíritus puede dividirse en tres etapas:
1. Eliminar cualquier distracción (haram), como los instrumentos de música y las joyas de oro. Se retiran todos los cuadros de la habitación que (se cree) permitirían la entrada de los ángeles. A continuación, el sanador dice al cliente y a la familia que todo sucede por voluntad de Dios y que él es un mero mediador, mencionando también que otras formas de curación, como la brujería, no son aceptables para el Islam.
2. El sanador determina si el cliente está poseído o no e intenta dialogar con el espíritu. El sanador puede preguntar al espíritu sobre el tipo (Zar («viento rojo»), Arwah (fantasmas), jinn (genios), shayatin (diablos), div (demonios), religión, sexo o motivo de la posesión. También pregunta al cliente, no al espíritu, sobre los sueños y los sentimientos implicados en el sueño. Después, el sanador se limpia a sí mismo, la habitación y pide a los presentes que hagan lo mismo.
3. El exorcismo propiamente dicho comienza recitando versos coránicos como Al-Fatiha, Al-Baqara, Al-Baqara 255, Al-Jinn y tres Qul (Al-Ikhlas, An-Nas y Al-Falaq), según el tipo de espíritu. Otros tratamientos incluyen el uso de miel y agua, como ritual de purificación para limpiar el alma y el cuerpo de los pecados.[100]

## En la cultura popular
En la literatura, el exorcismo ha sido un tema de interés y se han escrito diversas obras con posturas científicas y religiosas. Destacan las publicaciones; "Cómo enfrentar el demonio y cómo vencerlo", del arzobispo Andrés Tirado Pérez, un conocido exorcista colombiano, y "El exorcista", del estadounidense William Peter Blatty entre otros.
Además se ha llevado al cine, en películas como El exorcista, que retrata un caso de posesión demoníaca en el siglo XX. La cinta muestra todas las características que debe reunir una persona para determinar que está poseída: hablar un idioma que desconozca, odiar los símbolos sagrados cristianos, blasfemar, practicar la telequinesis y demostrar una fuerza superior a sus capacidades físicas. Cabe mencionar que el sacerdote, quien además es psiquiatra, es el personaje más escéptico y racional de la película y durante una buena parte, se niega a admitir la posibilidad de una posesión diabólica.
El exorcismo de Emily Rose ―dirigida por Scott Derrickson en 2005― se basó en el caso real de la joven alemana Anneliese Michel, que murió por desnutrición y deshidratación el 1 de julio de 1976 después de haber sido sometida a varios exorcismos, siendo sus padres y sacerdotes participantes juzgados y condenados por negligencia médica.
El rito, película estrenada a principios de 2011. Basada en hechos reales sucedidos de un exorcismo realizado en la ciudad de Roma.